# Marianna Kwiatkowska
Marianna Kwiatkowska (ur. 15 czerwca 1939 w Młodzianówce w województwie wołyńskim) – polska nauczycielka, posłanka na Sejm PRL VIII kadencji (1980–1985). 

## Życiorys
W 1958 rozpoczęła pracę nauczycielki w Szkole Podstawowej w Gardei (od 1960: w Kwidzynie). W 1978 ukończyła studia z dziedziny fizyki na Wydziale Matematyki, Fizyki i Chemii Uniwersytetu Gdańskiego, po czym została mianowana dyrektorem Szkoły Podstawowej nr 6 w Kwidzynie (do 1988). 
W 1980 uzyskała mandat posłanki na Sejm PRL VIII kadencji w okręgu Elbląg z ramienia Stronnictwa Demokratycznego, w którym działała od 1967. Zasiadała w dwóch Komisjach: Komunikacji i Łączności oraz Oświaty i Wychowania (później: Oświaty, Wychowania, Nauki i Postępu Technicznego).
Jest członkiem Związku Nauczycielstwa Polskiego. Nauczycielka fizyki w Gimnazjum nr 2 im. Armii Krajowej w Kwidzynie. Niejednokrotnie za osiągnięcia pedagogiczne uzyskała nagrodę burmistrza miasta.
W 1978 otrzymała Złoty Krzyż Zasługi.